# ブルレイ (魚)
ブルレイ（学名：Aetomylaeus bovinus）は、トビエイ科に分類されるエイの一種。ヨーロッパとアフリカの海岸に生息する。

## 名称
bull ray、duckbill ray、duckbill eagle rayなどの英名がある。「bull ray」は頭の形に由来し、「duckbill ray」は長く平い鼻先に由来する。

## 分布と生息地
分布域は完全には解明されていないが、地中海、黒海、ポルトガルからギニアまでの東大西洋、南アフリカ西部のサルダニャ湾以北の大西洋、南アフリカの残りの海岸からインド洋にかけてモザンビーク南部のマプト湾まで分布し、ザンジバルとケニアからも知られている。トビエイ科の他種と同様に、移動性があると考えられている。
砕波帯から水深65m以上の深場、河口やラグーンに生息する。海底や水面を泳ぎ回り、時には水面から飛び出すこともある。

## 形態
体盤幅は35-148cm、最大222㎝に達する。体重は116kgに達する。雌の方が大型である。吻は長く平らで、カモノハシに似る。背面は明るい茶色で青い縞が並ぶが、縞を持たない個体もいる。腹面は白い。

## 生態
卵胎生であり、4-6歳で性成熟する。1回の出産で3-4尾を産み、妊娠期間は地域によって異なるが、6-12ヶ月と長い。生態や行動については不明な点が多い。沿岸におけるメガファウナの一部である。生息水深は0-30mと非常に狭く、さまざまな脅威に晒されている。地中海地域全体では非常に珍しく、現在の個体数は減少傾向にある可能性が高い。群れを作って生活する。
カニ、ヤドカリ、イカ、エビ、腹足類、二枚貝など、さまざまな無脊椎動物を捕食する。ハマグリやカキの養殖場に被害を与えることが多い。砂を吸って獲物を掘り出してから捕食する。天敵は大型のサメである。

## 脅威と保全
漁業や生息地の劣化など、さまざまな脅威に直面している。底付近に生息するため、大型の漁具、特にトロール網、底引網、刺し網、スピアフィッシングによって混獲される。アフリカでの情報はほとんど無いが、1988年に西アフリカ沿岸でエビトロール船によって混獲された本種が、成長段階を問わず年間900トン廃棄された記録がある。
国際自然保護連合のレッドリストでは近絶滅種に指定されている。絶滅の危機に瀕しており、個体群と生息地を保護するための緊急の対策が必要とされている。地中海地域全体で極めて希少とみられ、現在の個体群動向は減少傾向にある可能性が高い。IUCNによると、過去45年間で80%減少している。現在は本種特有の保全活動は行われておらず、個体数、サイズ、行動、生息地、生態、脅威について、多くの研究が必要である。生息地の保護、漁獲の監視と管理、そして教育と意識向上プログラムの実施が効果的である。